# Leskovik (Crveni krst)
Pour les articles homonymes, voir Leskovik.
Leskovik (en serbe cyrillique : Лесковик) est un village de Serbie situé dans la municipalité de Crveni krst et sur le territoire de la ville de Niš, district de Nišava. Au recensement de 2011, il comptait 248 habitants.

## Démographie
| 1948 | 1953 | 1961 | 1971 | 1981 | 1991 | 2002 | 2011 |
| ---- | ---- | ---- | ---- | ---- | ---- | ---- | ---- |
| 485  | 512  | 534  | 470  | 415  | 347  | 300  | 248  |

|  |